# Ruger Mini-14
El Mini-14 es un fusil semiautomático ligero fabricado por Sturm, Ruger & Co. Introducido en 1973, el cual se basa en el diseño del fusil M14, siendo en líneas generales una versión de menor tamaño que dispara el cartucho 5,56 x 45 OTAN.
Este fusil ha sido producido en diversas variantes, incluyendo el fusil Ranch (una variante civil básica), el Mini-14 GB y el Mini Thirty, que está calibrado para el cartucho 7,62 x 39. Al presente es empleado por soldados, policías y civiles en Estados Unidos y otros países.  

## Historia y diseño

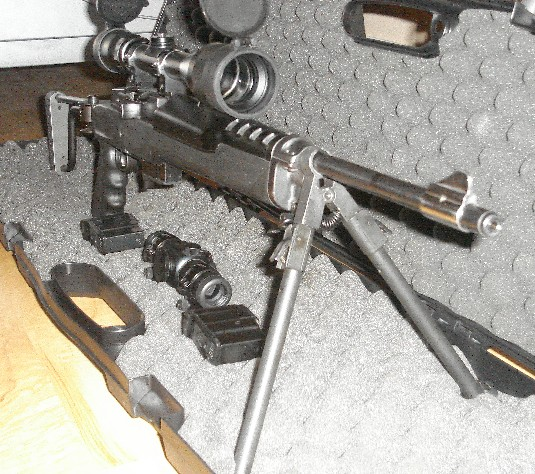
Un Mini-14 Ranch en acero inoxidable.

Introducido en 1973 por Sturm, Ruger & Co., el Mini-14 se parece a una versión de menor tamaño del fusil M14. Diseñado por Leroy James Sullivan y William B. Ruger, incorporada numerosas innovaciones y modificaciones destinadas a reducir su costo de producción. El cajón de mecanismos del Mini-14 está hecho de acero fundido templado y es mecánicamente similar al del M1 Garand, con un sistema de gas autolimpiante.
Los primeros fusiles fueron producidos con un complejo dispositivo que mantenía abierto el cerrojo después de disparar el último cartucho, sin botón para cerrarlo manualmente. Las culatas eran algo angulares y los disipadores de calor estaban hechos de madera. Estos fusiles, con prefijos del número de serie antes de 181, fueron rediseñados con una nueva culata, nuevo retén del cerrojo y otros pequeños cambios.
El Mini-14 original tenía un alza con grandes aletas protectores y no tenía riel para montar los soportes de la mira telescópica. En 1982, Ruger introdujo el fusil Ranch con riel integrado en el cajón de mecanismos, una nueva alza pivotante y soportes para mira telescópica.
En 1987, Ruger introdujo el fusil Mini Thirty, calibrado para el cartucho soviético 7,62 x 39. En aquel entonces, grandes cantidades de munición militar sobrante eran importadas a Estados Unidos y vendidas a precios irrisorios. Además, el cartucho 7,62 x 39 es balísticamente similar al .30-30 Winchester. Por lo tanto, el Mini Thirty demostró ser un eficaz fusil para cazar ciervos.
En 2003, el diseño fue modificado para mejorar la precisión, actualizar su forma y reducir costos de producción. El Mini-14 estándar fue descontinuado y su nombre pasó a ser el de la serie de todos los fusiles tipo Mini-14. En 2005, todos los fusiles tipo Mini-24 estaban basados en el modelo Ranch, con rieles integrados para soportes de mira telescópica, un alza de anillo fija y un punto de mira en cola de milano similar al empleado en la carabina Ruger Police. Tienen números de serie que empiezan con 580, siendo a veces mencionados como fusiles Ranch serie 580. También tienen un nuevo sistema de gas modificado, diseñado para reducir la vibración del cañón y pueden efectuar agrupaciones de disparos de 5 cm a 91,4 m de distancia, lo cual es una precisión de 2 minutos de arco (MDA).
Hacia 2007 o 2008, Ruger añadió un cañón más pesado y grueso que se afinaba desde el bloque de gases hasta su boca. Estos cambios, combinados con tolerancias más estrictas, resultaron en un incremento de su precisión.
Todos los fusiles tipo Mini-14 están disponibles en acero inoxidable o pavonado, con culatadas de madera, madera laminada o polímero, así como con cañones de 409 mm o 470 mm de longitud.

## Variantes

### Ranch

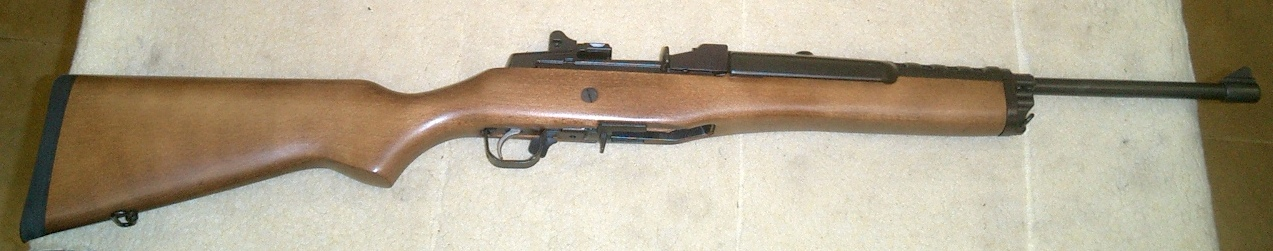
Un Ranch. Obsérvere los soportes para mira telescópica y el alza de anillo.

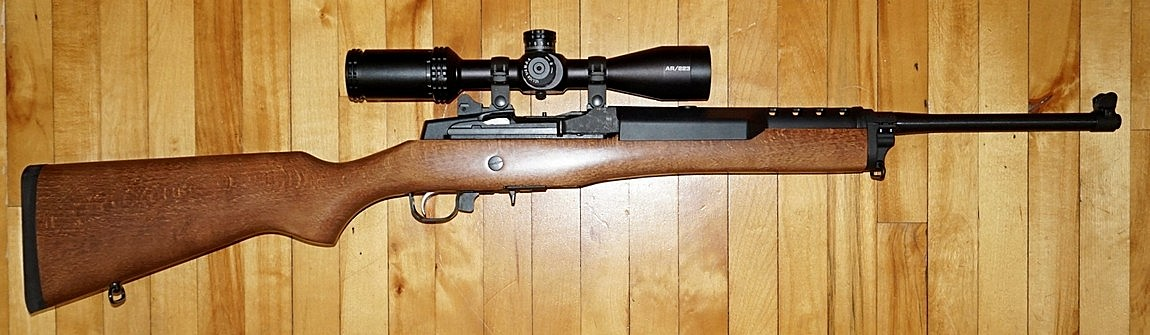
Un Mini-14 Ranch con mira telescópica Bushnell de 3-9x aumentos.

El Ranch es un modelo básico ofertado con culata de madera o de polímero, con cajón de mecanismos pavonado o en acero inoxidable y un cañón estándar de 470 mm de longitud (ánima con estrías dextrógiras y tasa de rotación de 1:228,6 mm). Estos fusiles tienen un alza de anillo ajustable y punto de mira en cola de milano, siendo vendidos con un riel Picatinny desmontable y dos cargadores extraíbles de 20 o 5 cartuchos para cumplir con las leyes de algunos estados de Estados Unidos y de otros países, que restringen la capacidad del cargador. Todos los modelos Ranch están calibrados para los cartuchos .223 Remington y 5,56 x 45 OTAN, excepto el modelo Target (.223 Remington).

#### Target
Introducido en 2007, el Target tiene un cañón pesado de 560 mm de longitud forjado en frío, control de vibraciones ajustable con precisión MDA ajustable, así como una culata de madera laminada o de polímero Hogue. El fusil Target no tiene alza ni punto de mira, pero incluye los soportes de mira telescópica estándar y el riel Picatinny. Solo puede disparar el cartucho .223 Remington; la garantía de Ruger no cubre el uso del 5,56 x 45 OTAN.

#### Tactical

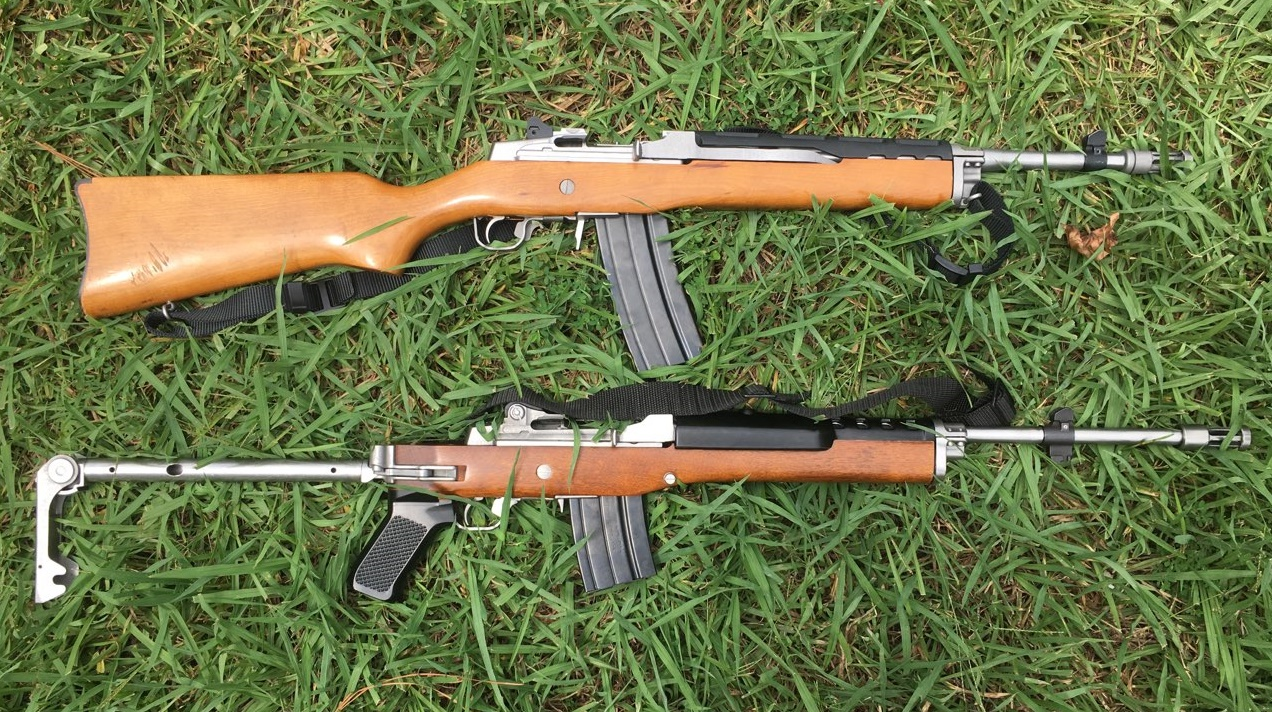
Un Mini-14 Tactical de acero inoxidable (arriba) y un Mini-14 GB-F.

Introducido en 2009, el Tactical es la variante más reciente, que incluye el cañón más corto de 409 mm de longitud con bocacha apagallamas y está disponible con una culata fija estándar o una culata plegable ATI con rieles Picatinny. Este modelo está calibrado para los cartuchos .223 Remington y 5,56 x 45 OTAN, así como para el .300 AAC Blackout desde 2015.
Como este fusil fue el más utilizado en la famosa serie de TV del Equipo A, pero con la culata retráctil para poder guardarla en su furgoneta GMC Vandura.

### Mini Thirty

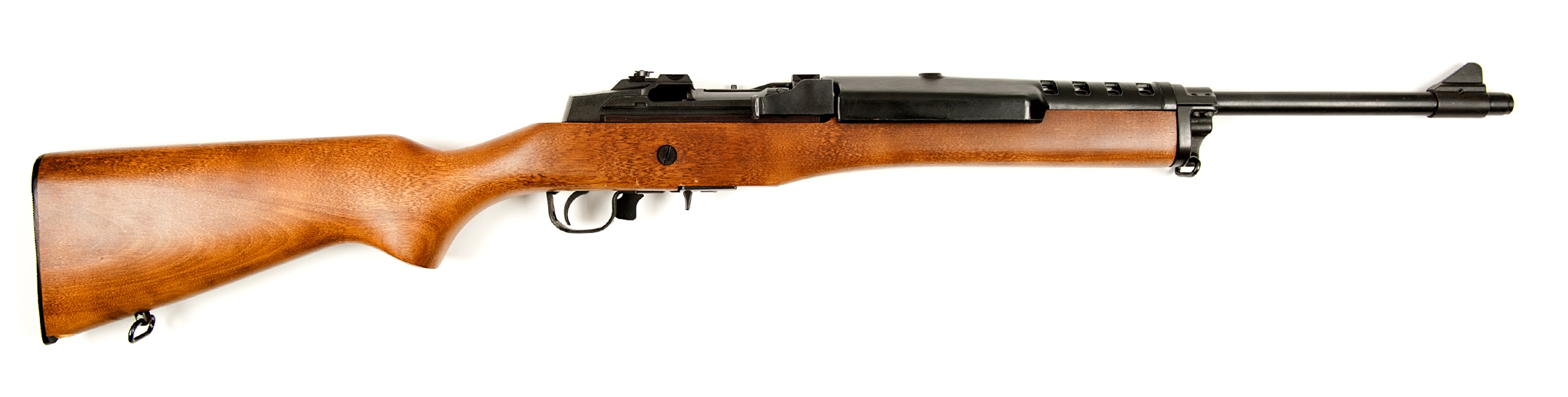
Este primigenio Mini-Thirty es idéntico al Ranch.

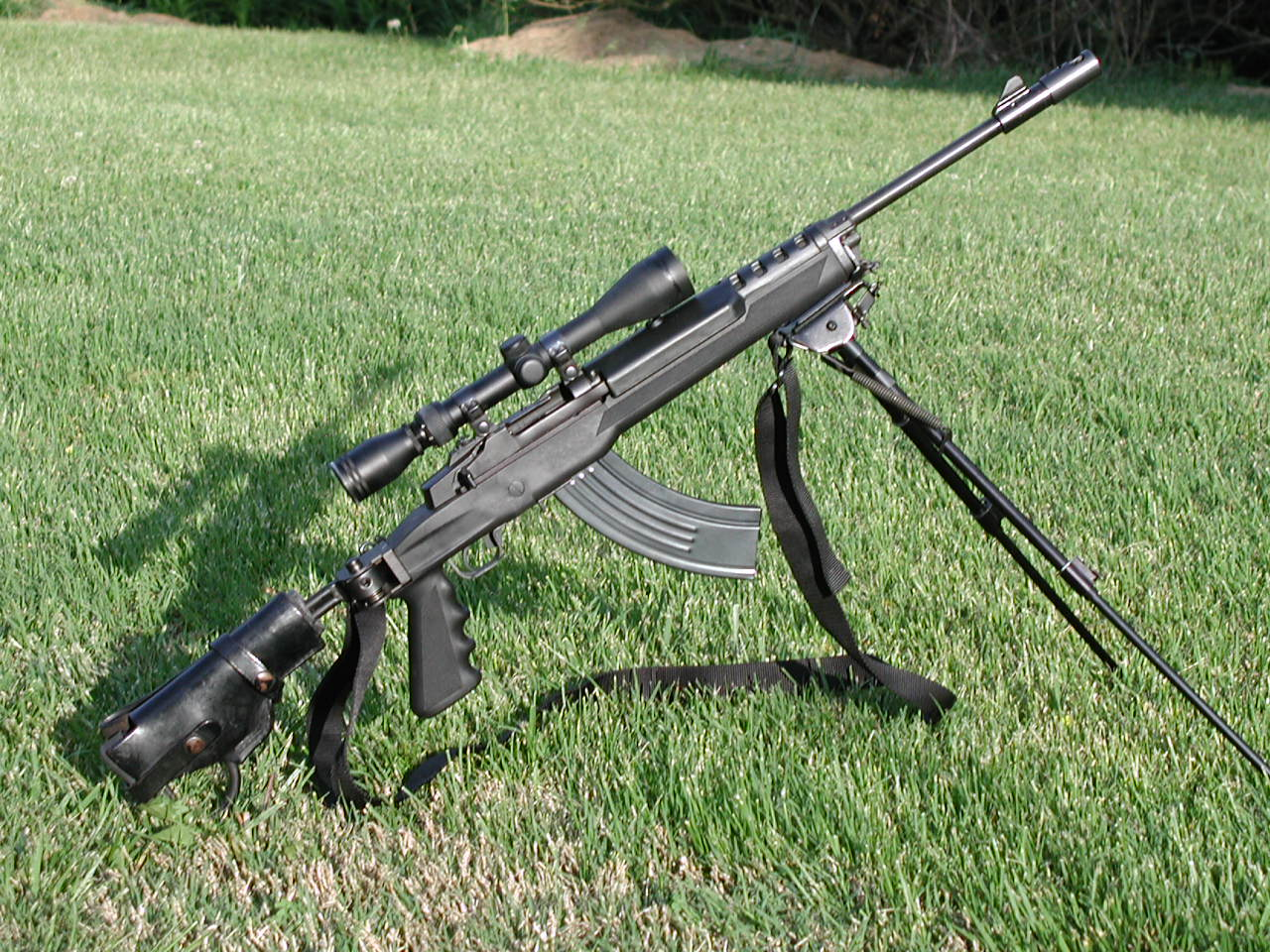
Un Mini Thirty con múltiples accesorios.

En 1987, Ruger empezó la producción del Mini Thirty, el cual está calibrado para el cartucho soviético 7,62 x 39, empleado en la SKS y el AK-47, ya que varios estados prohíben la cacería de ciervos con armas de calibre inferior a 6 mm (.243). El 7,62 x 39 tiene un desempeño balístico similar al del conocido .30-30 Winchester. El Mini Thirty está disponible con un cañón de 409 mm (Mini Thirty Tactical) o de 470 mm de longitud, cuya ánima tiene un estriado dextrógiro con una tasa de rotación de 1:254 mm y se vence con dos cargadores de 20 o 5 cartuchos. Ruger no produce cargadores de 30 cartuchos para el Mini Thirty. Este fusil comparte mucho del diseño y los accesorios opcionales del Mini-14 Ranch de menor calibre. 

#### Mini Thirty Tactical
El Mini Thirty Tactical fue introducido en 2010. Es muy parecido al Mini-14 Tactical, pero dispara el cartucho 7,62 x 39. También tiene un cañón de 409 mm de longitud con bocacha apagallamas, estando disponible con una culata fija estándar o una culata plegable ATI con rieles Picatinny.

### Modelos policiales y militares

#### Mini-14 GB

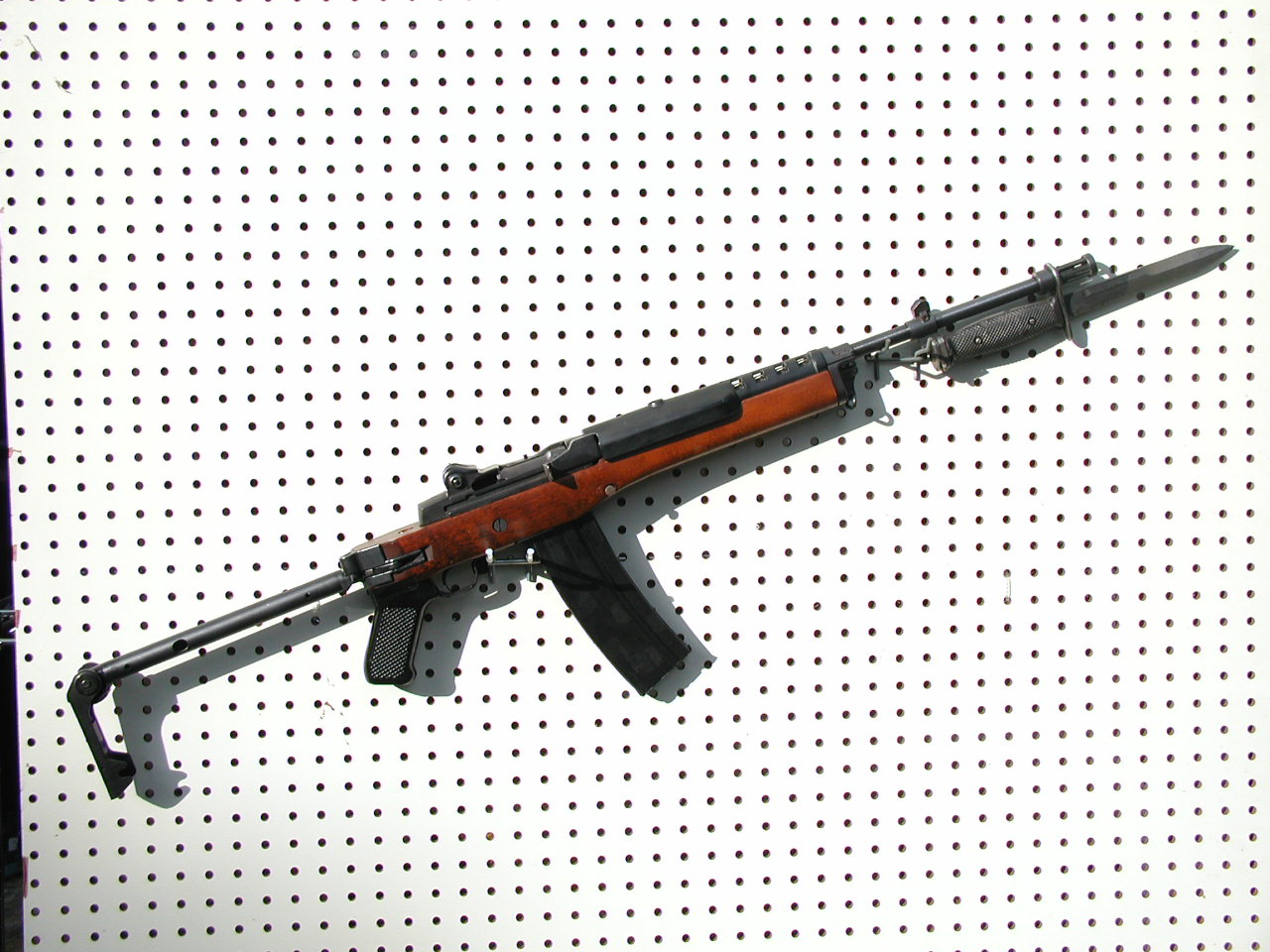
Un Ruger Mini-14 GB, con bayoneta montada.

Los Mini-14 GB (acrónimo de "Government Barrel") pueden tener un pistolete, culata plegable o culata fija estándar, un cargador de 20 o 30 cartuchos, riel para bayoneta, boca del cañón roscada y bocacha apagallamas. La prueba que GB significa "Government Barrel" y no "Government Bayonet" puede verse en los nuevos modelos Tactical y en el hecho que Ruger continúa usando el marcaje "GB", que está catalogado por ejemplo KM-14/20GBCP. Estos modelos no tienen riel de bayoneta, pero si bocacha apagallamas. La venta de los modelos con riel de bayoneta estaba destinada solo a las agencias policiales, Fuerzas Armadas y empresas de seguridad privada, solamente encontrándose en el Catálogo Policial de Ruger. Sin embargo, muchos han entrado al mercado civil de armas.

#### AC-556
Introducido en 1979, el AC-556 es una versión con selector de disparo del Mini-14 publicitada para uso militar y policial. El modelo incorpora un selector en el lado posterior derecho del cajón de mecanismos, para seleccionar los modos de disparo semiautomático, ráfaga corta (3 disparos) y automático; el seguro manual situado delante del guardamonte funciona igual que el de un Mini-14 estándar. El punto de mira es en cola de milano y el cañón incorpora un riel para bayoneta. El cañón de 330 mm o 460 mm de longitud incorpora una bocacha apagallamas, que puede emplearse como bocacha lanzagranadas para lanzar granadas de fusil fumígenas o de gas lacrimógeno. El AC-556F y el AC-556K tenían culatas plegables. El fusil venía equipado con cargadores de 20 cartuchos y un cargador de 30 cartuchos estuvo disponible por cierto tiempo. La producción del AC-556 cesó en 1999 y Ruger dejó de ofrecer servicio a este fusil en 2009. En aquel entonces, algunos modelos estuvieron disponibles para la venta a civiles.

#### Mousqueton A.M.D

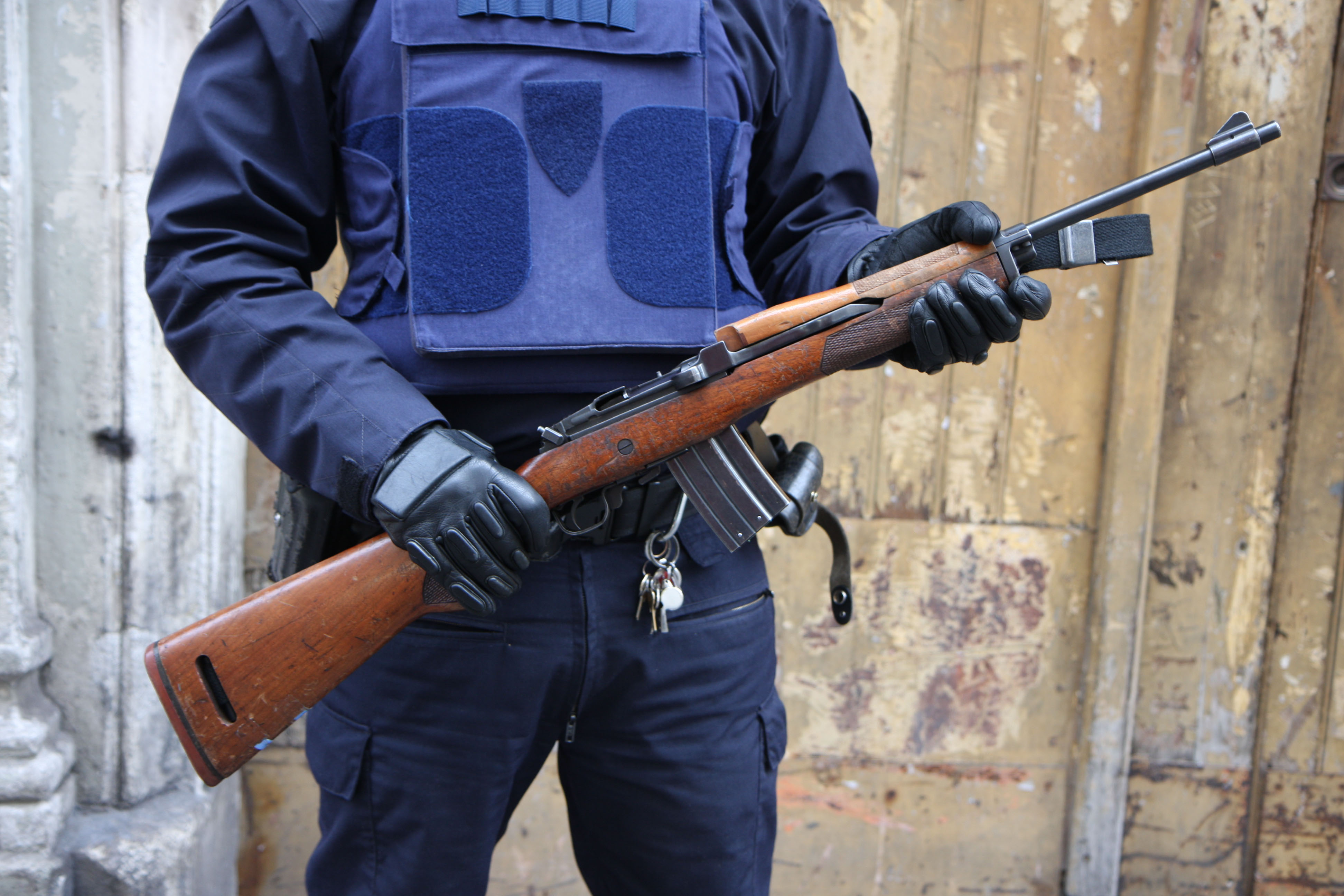
Agente de las CRS con Mousqueton A.M.D., equipado con alza tangencial. Obsérvese la palanca del selector en la parte posterior del cajón de mecansmos.

En Francia, el AC-556 es conocido como el Mousqueton A.M.D. y es empleado por varias agencias gubernamentales dentro del Ministerio de Interior francés: la Police Aux Frontières ("P.A.F." - Policía de frontera), la Police Nationale Compagnies Républicaines de Sécurité ("C.R.S." - Brigada de Control de Disturbios), y el Groupe d’Intervention de la Gendarmerie Nationale ("GIGN") unidad de operaciones especiales. El A.M.D. se fabricó en dos versiones, la primera tenía el alza de anillo Ruger estándar y a la segunda se le reemplazó el alza de anillo por un alza tangencial situada encima del cañón, delante del cajón de mecanismos. 

### Con cerrojo lineal
Una pequeña cantidad de fusiles Mini-14 y Mini Thirty fueron fabricados con cerrojo lineal para su venta en Reino Unido, a raíz de la legislación que prohibió los fusiles semiautomáticos que disparasen cartuchos de percusión central en 1988.

### Otros calibres y accesorios

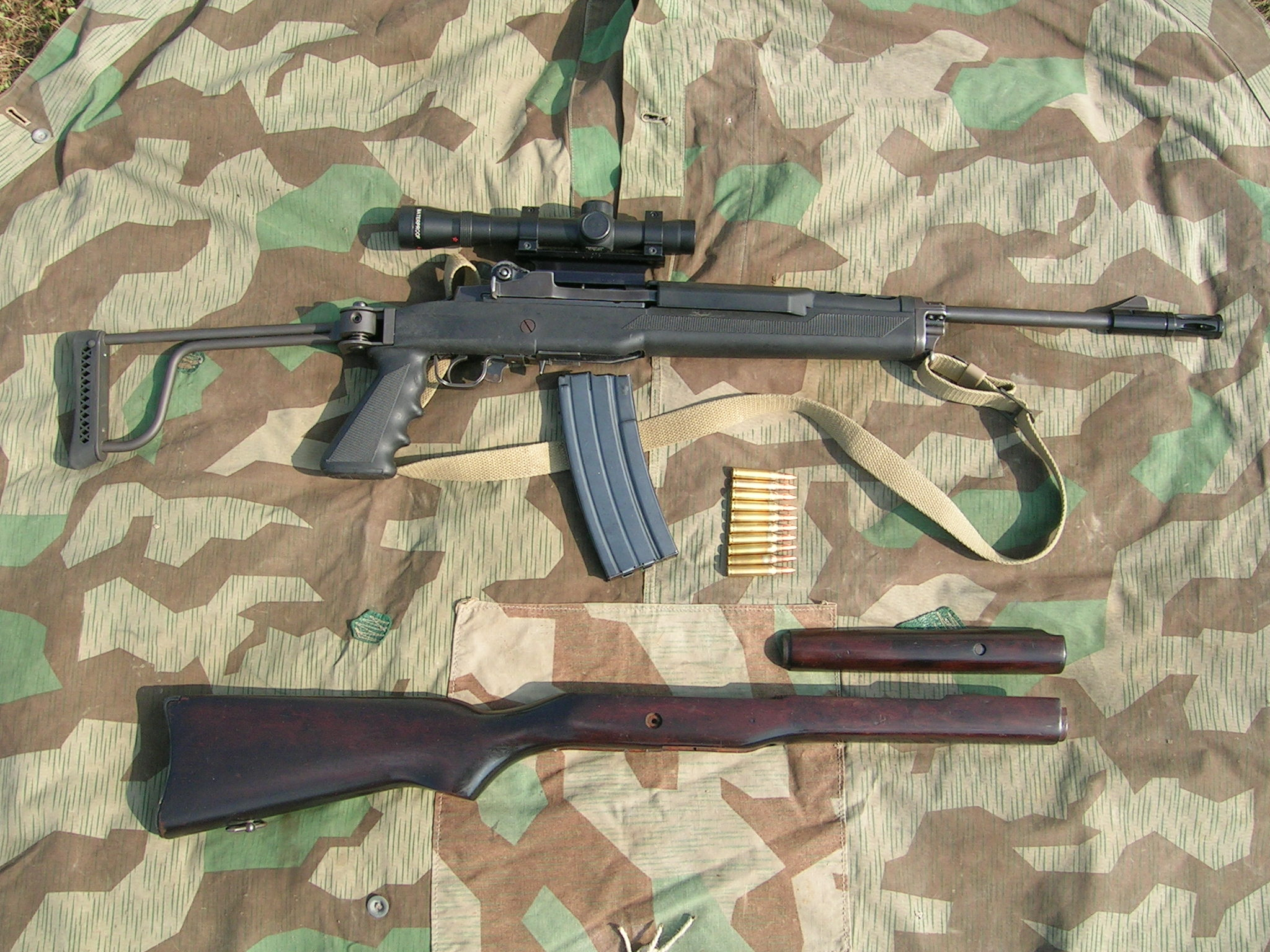
Un Mini-14 con varios accesorios.

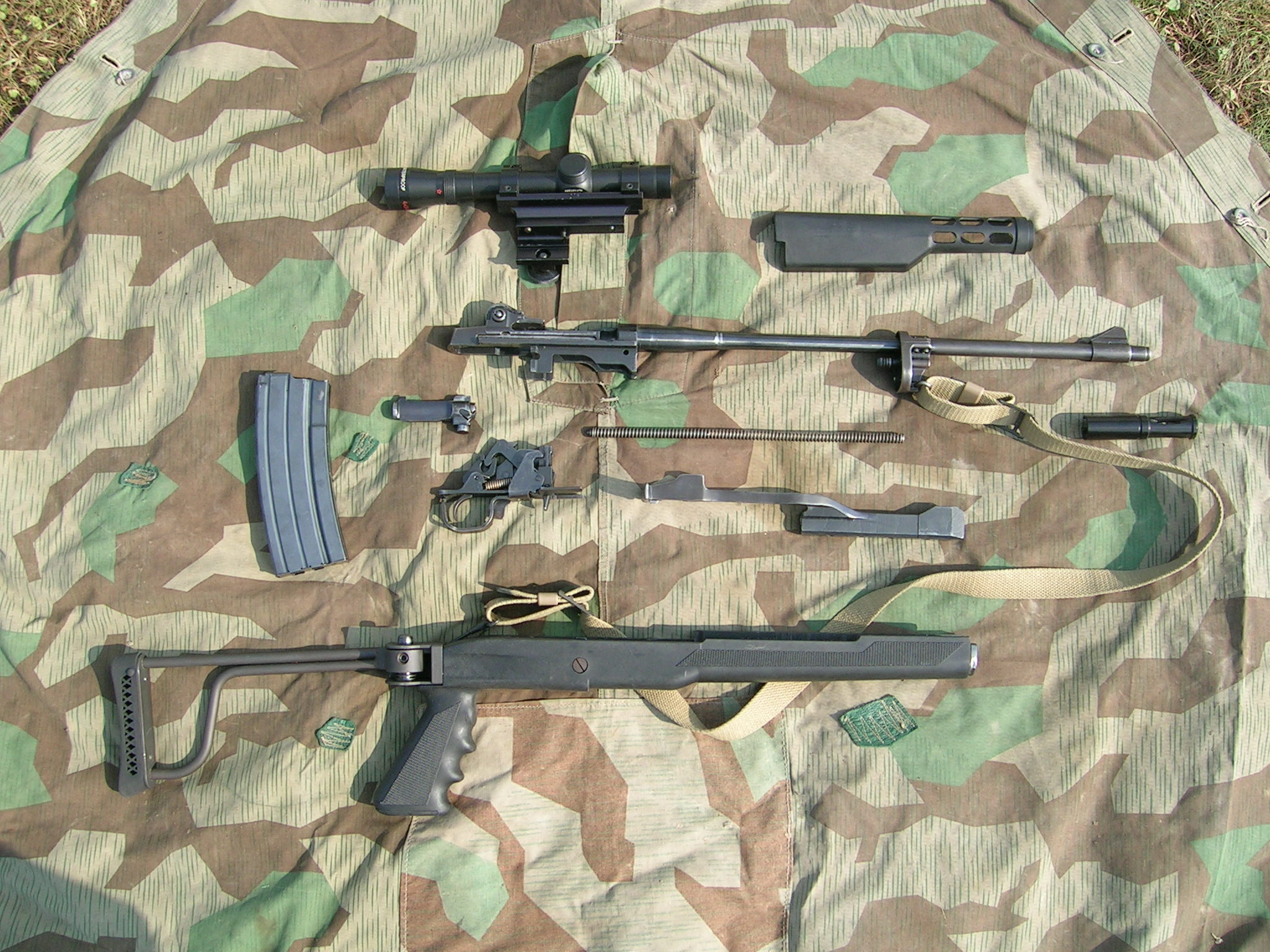
Desarmado básico del Mini-14.

#### .222 Remington
Ruger produjo un modelo calibrado para el cartucho .222 Remington en una fecha tan temprana como 1984. Designado Mini-14/5R.222, este fusil fue fabricado principalmente para mercados civiles extranjeros, donde las armas de fuego que disparan los cartuchos .223 Remington y 5,56 x 45 OTAN generalmente están prohibidas. Su producción cesó a inicios de la década de 1990.

#### 6.8 mm Remington
En 2007, Ruger empezó la producción del Mini-6.8, calibrado para el cartucho 6,8 mm Remington SPC. Sin embargo, su producción cesó en 2012 y ya no figuran en el catálogo de Ruger.

#### .300 AAC Blackout
En 2015, Ruger introdujo el Mini-14 Tactical calibrado para el cartucho .300 AAC Blackout.

#### Accesorios
Está disponible una amplia variedad de accesorios posventa para el Mini-14 y el Mini Thirty, incluyendo culatas, cargadores, rieles Weaver y rieles Picatinny.

## Usuarios

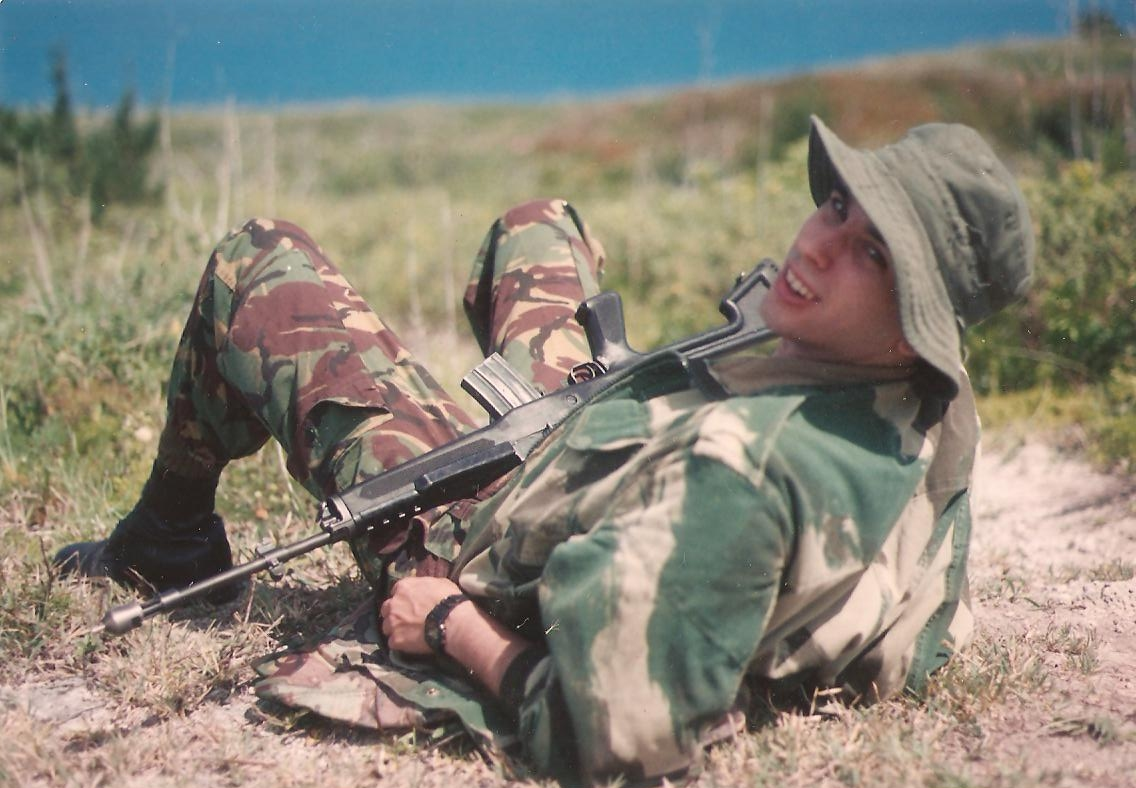
Soldado del Real Regimiento de las Bermudas armado con un Mini-14 GB en 1994.

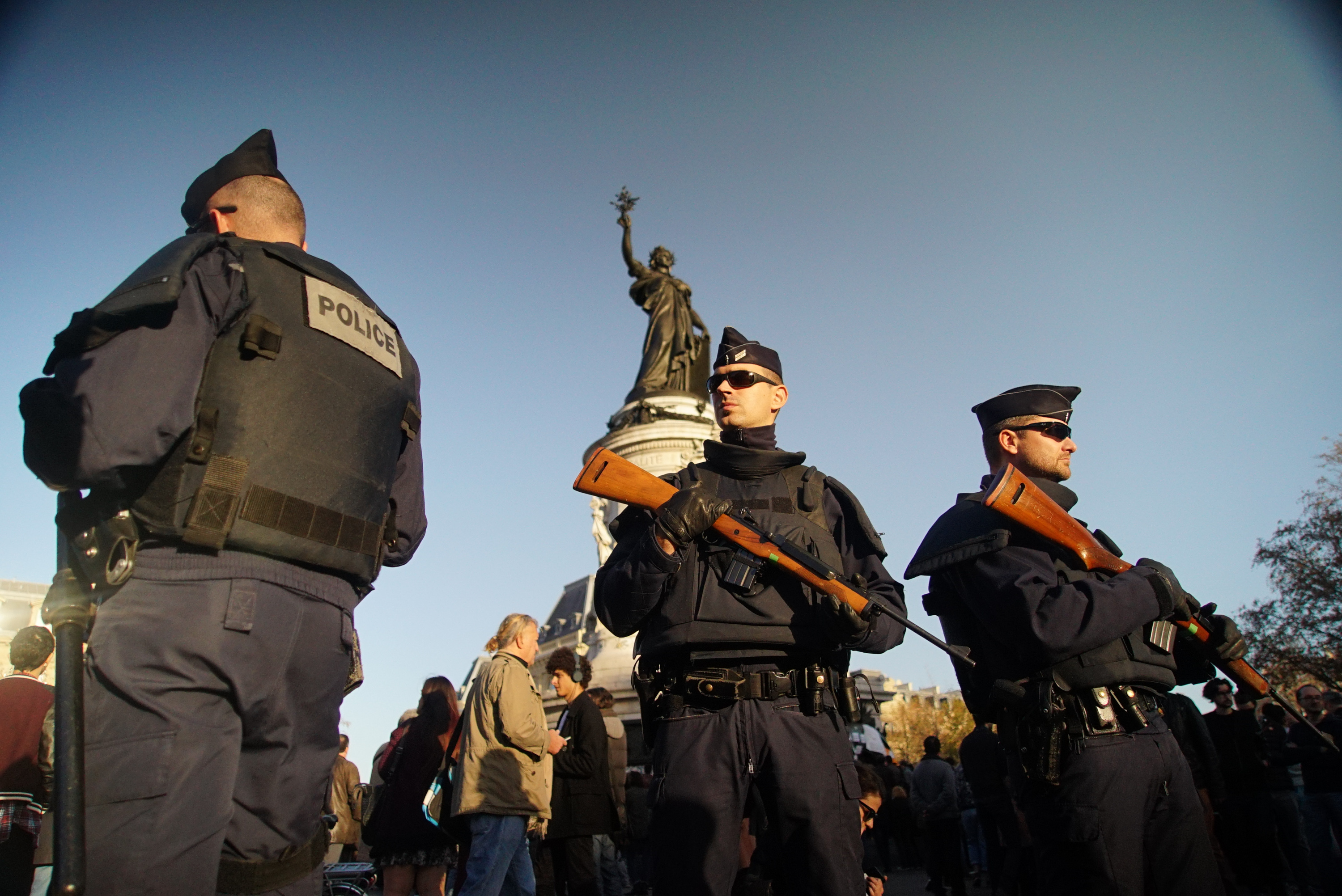
Policías franceses armados con Mousqueton A.M.D.

- Australia: Es empleado por el Departamento de Servicios Correccionales de Nueva Gales del Sur.[30]
- El Salvador: La Policía Nacional Civil de El Salvador emplea el Mini-14 GB y el AC-556.[31]
- Estados Unidos: Los Mini-14 fueron empleados por la Unidad de Servicios de Emergencia del Departamento de Policía de Nueva York,[32] la mayoría con cañones de 330 mm de longitud, bocachas apagallamas y puntos de mira sobre el bloque de gases del AC-556, tanto con culata fija como con culata plegable. Finalmente fueron reemplazados por la carabina M4.[33] El Buró de Control del Crimen Organizado del Departamento de Policía de Nueva York está armado con los Mini-14.[33] El Mini-14 es el principal fusil empleado por el Departamento de Correcciones y Rehabilitación de California[34][35][36] y el Departamento de Corrección de Carolina del Norte.[37] Los Marines que vigilan algunas embajadas estadounidenses a veces son equipados con fusiles Mini-14.[38] La unidad de fuerzas especiales Fuerza Delta tiene algunos Mini-14 en su arsenal.[39] La Fuerza de Paz de Rajnishpuram empleó algunos Mini-14, además de fusiles Galil y subfusiles Uzi.[40]
- Francia: El Mousqueton A.M.D. es empleado por varias agencias policiales francesas (Police Aux Frontières, Groupe d’Intervention de la Gendarmerie Nationale (GIGN), CRS).[23][24]
- Honduras[41]
- Hong Kong: Es empleado por el Equipo de Ataque de la Fuerza Policial de Hong Kong y los Servicios Correccionales de Hong Kong.[42]
- Indonesia: Es empleado por la Policía Nacional Indonesia.[43][44]
- Reino Unido: El Royal Ulster Constabulary empleó el AC-556 antes que su arsenal fuese destruido en 1995.[45][46] En la década de 1980, el Equipo Armado de Apoyo (ahora conocido como Unidad Táctica Armada) de la Policía de Surrey estuvo equipado con fusiles Mini-14 con culata plegable.[47]
  -  Bermudas: El Real Regimiento de las Bermudas empleó el Mini-14 GB/20 como su fusil estándar desde 1983. Las culatas de madera originales fueron reemplazadas con culatas de polímero negro Choate hacia 1990.[45][48] El regimiento fue equipado con fusiles L85A2 en agosto de 2015, por lo que el Ruger fue retirado de servicio en enero de 2016.[49]
- Rodesia: Fue empleado por las fuerzas de seguridad rodesias durante la guerra civil de Rodesia.[50]
- Tailandia: Es empleado por el Real Ejército Tailandés y la Real Policía Tailandesa.[51]

## Uso criminal
El Ruger Mini-14 fue empleado en varios crímenes notables:
- Michael Lee Platt usó un Ruger Mini-14 en el tiroteo de Miami de 1986, cuyas consecuencias fueron que los agentes del FBI y otras agencias policiales estadounidenses adoptaron chalecos antibalas más resistentes y descartaron los revólveres en favor de pistolas semiautomáticas más potentes, con cargadores de mayor capacidad.[52][53][54]
- Marc Lépine empleó un Ruger Mini-14 en la masacre de la Escuela Politécnica de Montreal, que dio origen al Acta de Armas de Fuego de 1995[55][56] y a nuevos procedimientos de respuesta policial.[57]
- Anders Behring Breivik usó un Ruger Mini-14, además de una Glock 34, en los atentados de Noruega de 2011,[58] donde mató a 69 personas en el campamento de verano de la isla Utøya y causó la muerte de 8 personas con un coche-bomba en Oslo. Fue el ataque más letal que tuvo lugar en Noruega desde la Segunda Guerra Mundial.[59]
- Gabriel Wortman habría usado un Ruger Mini-14, junto a varias armas de fuego, en la masacre de Nueva Escocia de 2020. Esto hizo que el Mini-14 y al menos 1.500 modelos y variantes de carabinas y fusiles semiautomáticos "tipo militar", sean reclasificados como armas prohibidas en Canadá.[60][61][62]